# ARIA Charts
De ARIA Charts is de belangrijkste hitlijst van Australië, wekelijks samengesteld door de Australian Recording Industry Association. De lijst wordt elke donderdag bekendgemaakt. De eerste lijst dateert van 26 juni 1988.

## Certificaties
Artiesten ontvangen een ARIA-certificatie bij het behalen van een bepaald aantal verkopen per muziekalbum, -single of -dvd.
| Albums en singles | Albums en singles | Dvd   | Dvd     |
| Goud              | Platina           | Goud  | Platina |
| ----------------- | ----------------- | ----- | ------- |
| 35.000            | 70.000            | 7.500 | 15.000  |